# Simonas Paulius
Simonas Paulius (Kretinga, 12 maggio 1991) è un calciatore lituano, centrocampista del Tauras.

## Carriera

### Nazionale
Ha giocato nella nazionale lituana Under-21.
Tra il 2016 ed il 2018 ha giocato complessivamente 10 partite con la nazionale maggiore.

## Palmarès

### Club

#### Competizioni nazionali
- Coppa di Lettonia: 2

Ventspils: 2012-2013, 2016-2017
- Campionato lettone: 2

Ventspils: 2013, 2014